# Christiaan Barnard
Christiaan Neethling Barnard, južnoafriški kardiolog, * 8. november 1922, Beaufort West, Južna Afrika, † 2. september 2001, Paphos, Ciper.
Barnard je zaslovel s prvo uspešno presaditvijo človeškega srca. Med letoma 1958 in 1983 je deloval kot kirurg v bolnišnici v Kaapstadu. Z delom je prenehal zaradi revmatične bolezni. Umrl je med potovanjem po Cipru zaradi zastoja dihanja med božjastnim krčem.

## Presaditev srca
3. decembra 1967 je pri poskusu transplantacije človeškega srca vodil 31-člansko zdravstveno ekipo. Prvič v zgodovini je presaditev srca uspela. Bolnik je bil Louis Washkansky, ki je v peturnem posegu prejel srce 25-letne darovalke Denise Darvall. Slednja se je smrtno ponesrečila v prometni nesreči. Presaditev je potekala v kaapstadski bolnišnici Groote-Schuur. Kljub uspešni operaciji je bolnik umrl čez 18 dni zaradi pljučnice, ki je bila posledica zavrnitvene reakcije.
Drugi pacient, ki je mu je Bernard presadil srce, je bil Philip Bleiberg. Operacija je potekala 2. januarja 1968 in bolnik je po posegu živel 19 mesecev.